# Ernst Georg Emil Staudinger
Ernst Georg Emil Staudinger (* 15. Mai 1784 in Vöhl; † 27. Oktober 1860 in Thalitter) war ein hessischer Gutsbesitzer und Politiker und Abgeordneter der 2. Kammer der Landstände des Großherzogtums Hessen.
Ernst Georg Emil Staudinger war der Sohn des Rentmeisters Georg Christoph Samuel Staudinger und dessen Ehefrau Johannette Jacobine, geborene Rhode. Staudinger, der evangelischen Glaubens war Leutnant in holländischen Diensten und später Gutsbesitzer in Thalitter.
Von 1826 bis 1830 gehörte er der Zweiten Kammer der Landstände an. Er wurde für den Wahlbezirk Oberhessen 1/Battenberg gewählt.